# Sancai Tuhui

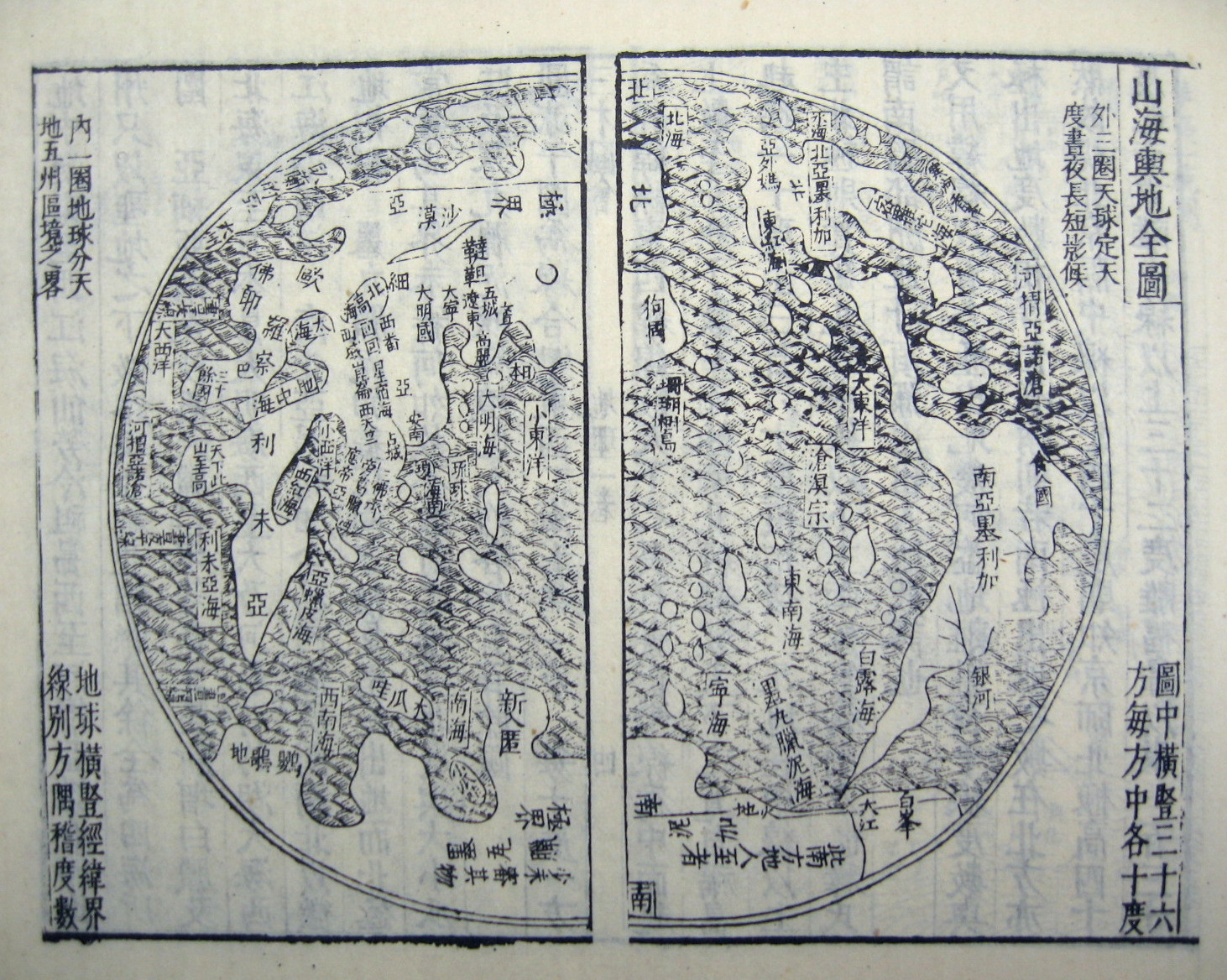
El Mapa del Mundo Shanhai Yudi Quantu

El Sancai Tuhui en chino tradicional, 三才圖會; en chino simplificado, 三才图会; pinyin, sāncái túhuì; literalmente, ‘Compendio ilustrado de los Tres Reinos’ es una enciclopedia leishu china de la Dinastía Ming, escrita por Wang Qi (en chino simplificado, 王圻) y por su hijo Wang Siyien chino simplificado, 王思义). Se terminó en 1607, pero no fue publicada por primera vez hasta pasados dos años, en 1609. Cuenta con ilustraciones de Los Tres Mundos, el cielo, la tierra y la humanidad.

## Descripción
La enciclopedia se divide en 106 capítulos organizados en 14 categorías (Historia, Geografía, Astronomía, Biología y Biografías entre otras). Cada tema contiene texto e ilustraciones. Aparte, también contiene temas mitológicos. También describe las civilizaciones de Japón, Corea y Vietnam. Una de sus principales ilustraciones, y la más conocida, es el Mapa del Mundo Shanhai Yudi Quantu (en chino tradicional, 山海輿地全圖), que significa Mapa Terrestre Completo. Se cree que la elaboración de este mapa fue incentivada por las Misiones Jesuitas de China, creándolo a partir de un trabajo de Mateo Ricci. También, es famoso por las ilustraciones que contiene de personajes importantes de la Historia de China.

## Anexo
- Multimedia en Commons.